# Ibu Mertua-ku
Ibu Mertua-ku é um filme clássico malaio lançado em 1962, dirigido pelo lendário P. Ramlee, que também estrelou no papel principal.

## Elenco Principal
- P. Ramlee como Kassim Selamat
- Sarimah como Sabariah
- Mak Dara como Nyonya Mansoor
- Ahmad Mahmud como Dr Ismadi

## Sinopse
A história gira em torno de Sabariah, uma jovem mulher que se casa com Kassim Selamat, um talentoso músico. No entanto, o casamento enfrenta a desaprovação da mãe de Sabariah, que tem preconceitos contra Kassim devido à sua profissão. A trama se desenvolve à medida que os personagens enfrentam desafios e mal-entendidos que testam seus laços familiares e seu amor.